# JLA: Another Nail
JLA: Another Nail è una miniserie a fumetti pubblicata dalla DC Comics, una continuazione degli eventi della miniserie originale in tre parti JLA: The Nail. Another Nail ebbe luogo anche al di fuori della continuità DC ufficiale, ed è parte della collezione di storie della Elseworld. Un numero delle sue trame periferiche furono espanse e incidenti chiave nelle storie precedenti furono rinarrate da altri punti di vista, rivelando nuove informazioni. La differenza principale della continuità fu che Kal-El non fu trovato dai Kent quand'era un bambino; il loro camioncino subì la foratura di una ruota causato da un chiodo.

## Trama
La storia cominciò con un flashback di un anno prima, dettagliando la guerra tra Nuova Genesi e Apokolips menzionata in JLA: The Nail. Le conseguenze di questa guerra minacciò di distruggere milioni di vite su pianeti adiacenti, e il Corpo delle Lanterne Verdi fu convocato per arginare la perdita di vite. Una Lanterna rimase uccisa, e il suo anello del potere selezionò Big Barda come nuovo ospite. Utilizzando l'anello in combinazione con la Scatola Madre, Barda e Mister Miracle (che trasferì la sua coscienza nel circuito dell'armatura di Batda dal suo corpo morente) spensero un dispositivo distruttivo disegnato per vaporizzare tutta la materia entro milioni di anni luce dalla guerra. Il flashback fu mostrato dalla Lanterna Verde Hal Jordan, che rivelò al resto della Justice League che la Batteria del Potere Centrale su Oa si stava svegliando. I Guardiani dell'Universo e Big Barda cercarono inutilmente di indagare.
Oliver Queen, ex Freccia Verde, era in procinto di morire a causa delle ferite riportate in seguito al combattimento contro Amazo che costò la vita a Hawkman (Katar Hol). Il suo ex amore, Black Canary (Dinah Lance) era a pezzi: volle aiutarlo, ma lui rifiutò e desiderò di morire in pace.
Kal-El cominciava a regolare la sua nuova vita come Superman, non avendo ancora preso la mano con i suoi poteri e le sue limitazioni, dedicandosi all'eroismo quasi senza sosta. Durante una missione nel Sud America con Martian Manhunter, la forza dell'Uomo d'Acciaio cominciò a svanire mentre cercava di salvare un villaggio dall'attacco di Evil Star. Martian Manhunter gli consigliò di riposarsi e di riprendere contatto con l'umanità. Durante questo periodo sabbatico, Kal-El si legò a Lois Lane e a Jonathan e Martha Kent mentre creavano per lui una nuova identità.
Aquaman e Wonder Woman incontrarono alcuni degli ex scagnozzi di Darkseid nascosti sulla Terra. Hawkwoman (Shayera Thal) si alleò con Zatanna; Lanterna Verde investigò sulla perdita di energia su Oa domandando a diversi supereroi, mentre Flash (Barry Allen) e l'Atomo (Ray Palmer) notarono fluttuazioni temporali. Batman e la riformata Catwoman continuarono a combattere il crimine separatamente dalla Justice League. Batman era ancora perseguitato da incubi in cui il Joker uccideva Robin (Dick Grayson) e Batgirl (Barbara Gordon) un anno prima, prima che lo uccidesse. Sentendo la risata maniacale in distanza durante un combattimento contro Poison Ivy, la seguì e incontrò Deadman, che rivelò un disturbo nel piano dimensionale della realtà. I demoni invadevano la dimensione umana, e anche lo Spettro era inerme. Flash e Atomo entrarono accidentalmente in un altro universo, e furono catturati dal Sindacato del Crimine d'America. Batman, inorridito, venne a sapere che il Joker lo stava seguendo. Tornati indietro a causa dello slittamento dimensionale, il Joker attaccò Batman con poteri demoniaci mentre legioni di demoni guardavano divertiti. Dato che il Pagliaccio Principe del Crimine era ancora morto, Batman poteva solo causargli dolore.
Si aprì un disturbo nelle dimensioni, nel tempo e nella realtà, eroe e criminale erano inermi nel caos seguente. Barda e Mister Miracle utilizzarono le risorse di Nuova Genesi e le Lanterne Verdi scoprirono che il disturbo proveniva da una singola entità: la Cellula Limbo. Un enorme organismo molte volte più grande del nostro sistema solare, la Cellula Limbo si nutriva di energia, materia e iperspazio, causando disturbi dimensionali nelle realtà. Superman cercò di fare volare dentro una bomba dentro il nucleo della cellula, ma i suoi poteri scomparvero e rimase inerme. Mentre Kal-El stava per morire, fu salvato e rinvigorito da Amazo (ora con la mente di Oliver Queen). Queen combatté il travaso dell'energia della Cellula Limbo con i poteri di Amazo, e sacrificò la sua vita per portare la bomba al suo nucleo. Con la Cellula Limbo distrutta, la realtà guarì e i disturbi di tempo e spazio furono riparati.
Batman discese all'inferno, portando il Joker con sé. Mentre combattevano, Batman si preparò a passare un'eternità laggiù, sapendo che il suo sacrificio avrebbe prevenuto che il Joker potesse ferire altre persone. Mentre cadevano verso l'abisso, il Joker, urlando, fu spazzato via da una forza sconosciuta e una mano prese Batman, portandolo nell'oscurità. I suoi salvatori, gli spiriti di Robin e Batgirl, permisero a Batman di lasciare il passato dietro di lui. Si riunì quindi alla Justice League, con la frase "Non sarà mai la fine".